# Bogner Amplification
Bogner Amplification — американська компанія-виробник гітарних підсилювачів, заснована Рейнгольдом Богнером в 1989 році в Лос-Анджелесі, штат Каліфорнія. Богнер почав зі створення власних підсилювачів на основі класичних (чорних) Fender Amplifiers, але пізніше налагодив серійне виробництво різних моделей підсилювачів.

## Історія
Німецький виробник підсилювачів Рейнгольд Богнер переїхав до Каліфорнії, сподіваючись отримати доступ до зростаючого ринку гітарних підсилювачів з високим коефіцієнтом посилення. Лідером на ринку була компанія Mesa/Boogie, за нею йшли Soldano та Rivera Amplifiers. Перші підсилювачі, які він створював, часто копіювали апаратуру Fender Showman 1960-х років і навіть зберігали оригінальну лицьову панель та шасі без змін. Це були «одноразові індивідуальні підсилювачі», які він продавав таким виконавцям, як Едді Ван Гален, Стів Стівенс та Аллан Холдсворт.
Перші оригінальні моделі підсилювачів Богнера із трьома каналами отримали назву Ecstasy 100A і 100B, а пізніші моделі — 101A і 101B, де серія «A» («американська») була заснована на лампах 6L6, а серія «B» («британська») містила лампи EL34. Богнер прагнув до звучання, що поєднувало найкращі якості обладнання Fender та Marshall. Після Ecstacy було створено модель Caveman, яка мала два канали. Усього було вироблено 60 одиниць таких підсилювачів. Станом на 2012 рік Богнер випускав три лінійки підсилювачів з каналами, що перемикаються: Überschall (за словами Богнера, «Армагеддон в коробці»), Ecstasy (флагманська модель) та Shiva (з двома каналами).